# Stomatepia pindu
Stomatepia pindu é uma espécie de peixe da família Cichlidae.
É endémica de Camarões.